# Nathan Smith
Pour les articles homonymes, voir Nathan Smith (homonymie) et Smith.
Nathan Smith (1762-1829) était l'un des médecins les plus connus et les plus respectés en Nouvelle-Angleterre, au nord-est des États-Unis. Il fut un habile chirurgien, mais aussi un professeur et un écrivain. Il fonde la Dartmouth Medical School et participera à la fondation du University of Vermont College of Medicine, de l'école de médecine du Bowdoin College et de Yale.
À Dartmouth, il enseigna l'anatomie, la chimie, la chirurgie et la médecine. Il sauva Joseph Smith de l'amputation de la jambe alors qu'il était enfant.